# 42. Armee (Rote Armee)
Die 42. Armee (russisch 42-я армия) war ein militärischer Großverband der Roten Armee, der im Zweiten Weltkrieg am Nordabschnitt der Ostfront eingesetzt wurde. Zusammen mit der 8. und 55. Armee zeichnete sie sich besonders bei der Blockade von Leningrad aus.

## Geschichte

### 1941
Die 42. Armee wurde im Rahmen der Stawka-Direktive vom 15. Juli auf Grundlage des Kommandos des zuvor an der Karelischen Landenge eingesetzten 50. Schützenkorps (General Schtscherbakow) der 23. Armee am 1. September 1941 an der Leningrader Front aufgestellt. Nach der Schlacht an der Luga waren der im Raum Krasnogwardeisk aufmarschierenden 42. Armee folgende Verbände unterstellt:
- 291. Schützen-Division, die 2. und 3. Garde-Volksmiliz-Division (Mitte September in 85. und 44. Schützen-Division umbenannt), das 51. Artillerie-Regiment, die Panzerabwehr-Artillerie-Regimenter 690 und 740 sowie der befestigte Raum Krasnogwardeisk.

Nach Annäherung der deutschen Truppen auf Leningrad führte die 42. Armee ab 9. September zusammen mit der 8. und 55. Armee an der Linie von Troitski nach Südosten, über Sibilewo-Skworitsi nach Krasnogwardeisk (einschließlich) Verteidigungskämpfe gegen die deutsche 18. Armee. Die Armee musste Krasnogwardeisk am 12. September nach heftigen Straßenkämpfen räumen. In der Nacht auf den 13. September besetzten die Einheiten der Armee die Höhen von Pulkowo und verteidigten die Linie weiter über Strelna und Konstantinowka, nach Kojrovo bis zum Fluss Kuzminka. Am 14. September hatte Armeegeneral Schukow den Oberbefehl der Leningrader Front übernommen, welcher die 8., 23., 42. und 55. Armee unterstellt waren. Die 42. Armee erhielt die 10. Schützen-Division als Verstärkung unterstellt. Am 18. September brachen die Deutschen an der Naht zwischen 42. und der links stehenden 55. Armee auf Puschkin durch. Nachdem General I. I. Fedjuninski den Oberbefehl erhielt, stabilisierte sich die Lage bis 19. September, eine zweite Abwehrstaffel wurde geschaffen und die Stellungen tiefer gestaltet. Die deutschen Truppen unternahmen am 23. September einen letzten Versuch, die Verteidigungszone am rechten Flügel der Armee und im Gebiet der Pulkowo-Höhen zu durchbrechen, aber Einheiten der 42. Armee konnten die Offensive abschlagen. Am 30. September beteiligte sich die 42. Armee am Versuch der Rückeroberung von Urizsk, Sosnowaja Poljana, des Dorfes Wolodarski und der Zugänge nach Strelna. Die 42. Armee verteidigte danach bis 1944 jahrelang das südliche Vorfeld Leningrads an der Linie Ligowo – Mjasokombinat – Rybazkoje – südlicher Vorort von Pulkowo.

### 1944/45
Armeegliederung am 14. Januar 1944
- 30. Garde-Schützenkorps, Generalmajor Nikolai Pawlowitsch Simonjak (45., 63. und 64. Garde-Schützendivision)
- 109. Schützenkorps, Generalmajor Iwan Prokopjewitsch Alferow (72., 109. und 125. Schützendivision)
- 110. Schützenkorps, Generalmajor Iwan Wassiljewitsch Chasow (56., 85. und 86. Schützendivision)
- 189. Schützendivision, Oberst Pawel Andrejewitsch Potapow

Während der Leningrad-Nowgoroder Operation rückte die 42. Armee im Januar 1944 aus dem Gebiet der Pulkowo-Höhen nach Krasnoje Selo und Ropscha vor. Nach dem Rückzug der deutschen Truppen setzte die Armee am 20. Januar 1944 setzte ihre Offensive fort und befreite die Städte Urizsk (20. Januar), Puschkin und Pawlowsk (24. Januar) und Krasnogwardeisk (26. Januar). Am 4. Februar überquerten die Armeetruppen bei Sabsk das Eis der Luga und rückten in Gdow ein, das tags zuvor von Partisanen befreit worden war. Bis Ende Februar 1944 erreichten die Truppen die Linie Pskow-Ostrow, stießen dann auf hartnäckigen Widerstand und gingen am 12. März wieder in die Defensive über.
Armeegliederung im April 1944
- 14. Schützenkorps (128. und 378. Schützen-Division)
- 118. Schützenkorps (13., 245. und 376. Schützen-Division)

Am 24. April 1944 wurde die 42. Armee in die 3. Baltischen Front eingegliedert und nahm an der Pskow-Ostrower Operation (17. bis zum 31. Juli) teil, bei welcher der starke Frontpfeiler Pskow (23. Juli) eingenommen wurde, der als Straßenknoten die südlichen Regionen Estlands kontrollierte. Am 28. Juli 1944 wurde das Oberkommando der 42. Armee in die Reserve der Stawka nach Porchow zurückgenommen und ab dem 10. August der 2. Baltischen Front unterstellt. Vom 14. September bis 22. Oktober 1944 nahm die 42. Armee während der Baltischen Operation an der Rückeroberung von Riga teil. Ende August durchbrachen die Truppen der 8. Armee die feindliche Verteidigung und erreichten Sigulda, wo sie vorübergehend wieder in Verteidigung übergingen. Vom 8. bis 15. Oktober 1944 wurden die Armeetruppen an den linken Flügel der Front, in den Raum 60 km südwestlich von Riga verlegt. Am 16. Oktober nahm die 42. Armee an der Offensive in Richtung Libau teil und kämpfte um die Zugänge zur deutschen Tukkum-Verteidigungslinie.
Die 42. Armee beteiligte sich in unterschiedlicher Zusammensetzung (übernahm viele Teile der 8. Armee) bis zum Kriegsende im Mai 1945 an der Blockade der Heeresgruppe Nord (ab 26. Januar 1945 Heeresgruppe Kurland) im sogenannten Kurlandkessel. Anfang April 1945 wechselte die 42. Armee in den Bereich der Leningrader Front und wurde im Juni 1945 aufgelöst.

## Unterstellte Einheiten 1944/45
123. Schützenkorps – von Oktober 1944 bis April 1945
- 11. Schützen-Division – von Oktober bis November 1944
- 43. Schützen-Division – von Oktober 1944 bis Januar 1945
- 123. Schützen-Division – ab Februar 1945
- 198. Schützen-Division – von Januar bis Februar 1945
- 288. Schützen-Division – von Oktober bis Februar 1945

124. Schützenkorps
- 2. Schützen-Division – von November 1944 bis Dezember 1944
- 11. Schützen-Division – von November bis Dezember 1944
- 48. Schützen-Division – bis November 1944, von Dezember 1944 bis Januar 1945
- 123. Schützen-Division
- 256. Schützen-Division – bis November 1944

130. Schützenkorps
- 43. Garde-Schützendivision
- 308. Schützendivision
- 2. Schützen-Division – von Dezember 1944 bis Januar 1945
- 239. Schützen-Division – von Februar 1945 bis März 1945

23. Garde-Schützenkorps – von März bis April 1945
- 51. Garde-Schützen-Division
- 67. Garde-Schützen-Division

83. Schützenkorps – vom 18. Januar 1945 bis April 1945
- 11. Schützen-Division – von Januar bis Februar 1945
- 119. Schützen-Division
- 198. Schützen-Division – von Februar bis April 1945
- 360. Schützen-Division – bis März 1945

110. Schützenkorps – bis April 1945
- 2. Schützendivision – bis November 1944
- 48. Schützen-Division – von November 1944 bis Dezember 1944
- 168. Schützen-Division – bis Dezember 1944, von Januar bis März 1945
- 256. Schützen-Division – ab November 1944
- 268. Schützen-Division

122. Schützenkorps – ab April 1945
- 32. Schützen-Division – bis Mai 1945
- 56. Schützen-Division
- 85. Schützen-Division
- 198. Schützen-Division – ab 18. Mai 1945

8. Schützenkorps – von April 1945 bis Mai 1945
- 7. Schützen-Division
- 249. Schützen-Division

Gliederung am 1. Februar 1945
- 83. Schützenkorps (11., 119., 360. Schützen-Division)
- 110. Schützenkorps (168., 256., 268. Schützen-Division)
- 123. Schützenkorps (123., 198. und 239. Schützen-Division)

Gliederung am 1. April 1945
- 23. Garde-Schützenkorps (51. und 67. Garde-Schützen-Division)
- 8. (estn.) Schützenkorps (7. und 249. Schützen-Division)
- 122. Schützenkorps (56., 85. und 332. Schützen-Division)
- 130. (estn.) Schützenkorps (43. Garde- und 308. Schützen-Division)

## Führung
Befehlshaber
- Generalmajor Wladimir Iwanowitsch Schtscherbakow, 5. August bis 1. September 1941
- Generalleutnant Fjodor Sergejewitsch Iwanow, 1. bis 15. September 1941
- Generalmajor Iwan Iwanowitsch Fedjuninski, 15. September bis 24. Oktober 1941
- Generalleutnant Iwan Fedorowitsch Nikolajew, 24. Oktober 1941 bis 23. Dezember 1943
- Generaloberst Iwan I. Maslennikow, 23. Dezember 1943 bis 14. März 1944
- Generalleutnant Wladimir Sacharowitsch Romanowski, 14. bis 24. März 1944
- Generalleutnant Wladimir Petrowitsch Swiridow, 24. März 1944 bis 9. Mai 1945

Mitglieder des Militärrats
- Brigadierkommissar Konstantin Timofejewitsch Kurotschkin, 10. August bis 15. September 1941
- Korpsbeauftragter Nikolai Nikolajewitsch Klementjew, 16. September 1941 bis 4. September 1942
- Brigadierkommissar Benjamin Hoganowitsch Galstjan, 4. September bis 4. Dezember 1942
- Generalmajor Wassili Pawlowitsch Mschawanadse, 4. Dezember 1942 bis 2. Juni 1944
- Generalmajor Alexander Jemeljanowitsch Chmel, 2. Juni 1944 bis 9. Mai 1945

Stabschefs
- Generalmajor Nikolai Iwanowitsch Beljajew, 5. August bis 5. September 1941
- Generalmajor Georgi Andrejewitsch Larionow, 5. bis 16. September 1941
- Generalmajor Lew Samoilowitsch Berezinski, 16. September 1941 bis 28. Januar 1942
- Generalmajor Georgi Klementjewitsch Buchowetz, 28. Januar 1942 bis 15. Januar 1944
- Generalmajor Pawel Georgijewitsch Tichomirow, 15. bis 29. Januar 1944
- Generalmajor Georgi Klementjewitsch Buchowetz, 29. Januar bis 15. Juni 1944
- Generalmajor Alexander Kondratjewitsch Kondratjew vom 15. Juni bis 27. Juli 1944
- Generalmajor Wladimir Alexejewitsch Krylow, 27. Juli 1944 bis 30. April 1945
- Generalmajor J. S. Rybko, 30. April bis 9. Mai 1945